# شري القرية (العدين)

تعديل مصدري - تعديل

شري القرية محلة تابعة لقرية الاشعاب، التابعة لعزلة بني عوض بمديرية العدين إحدى مديريات محافظة إب في الجمهورية اليمنية، بلغ تعداد سكانها 82 حسب تعداد اليمن لعام 2004.